# Edificio Retiro de la Escuela de Ingenieros de Caminos, Canales y Puertos
El Edificio Retiro de la Escuela de Ingenieros de Caminos, Canales y Puertos es una de las dos sedes de la Escuela de Ingenieros de Caminos, Canales y Puertos de la Universidad Politécnica de Madrid. 
Desde el curso 2022-2023, el edificio aloja a parte de los alumnos nuevamente matriculados en el Grado en Ingeniería Civil y Territorial (anteriormente únicamente alojados en el edificio de Ciudad Universitaria). Desde julio de 2021, este centro forma parte del patrimonio mundial de la UNESCO como institución integrante del Paisaje de la Luz.

## Historia
Se fundó como sede de la Escuela Especial de Ayudantes de Obras Públicas por Real Decreto de 4 de febrero de 1857 durante el reinado de Isabel II con el fin de “dar la instrucción conveniente a los individuos que en adelante aspiren a ingresar como facultativos en el servicio de Obras Públicas”, con el impulso del ministro de fomento Claudio Moyano, siendo su primer Director Don Calixto de Santa Cruz, director a la vez de la Escuela de Ingenieros de Caminos, Canales y Puertos. A su creación compartía con la Escuela de Ingenieros de Caminos el mismo Director y el mismo edificio, situado en la antigua calle del Turco (ahora calle del Marqués de Cubas), que ahora acoge la Real Academia de Jurisprudencia y Legislación.
Ya desde su comienzo obtuvo brillantes resultados en la formación del Cuerpo de Ayudantes de Obras Públicas, los funcionarios que el Estado necesitaba para la ejecución de dichas obras, que había sido creado en 1854, tres años antes de la fundación de la Escuela. El ingreso en el Cuerpo de Ayudantes se hacía hasta ese momento por una oposición libre que se preparaba en academias particulares, aunque muchos acababan en la empresa privada.
Para la creación de la Escuela se argumentó que al menos eran necesarios 500 Ayudantes para abarcar el fuerte desarrollo experimentado en aquellos años por las obras públicas, así como la necesidad de este tipo de técnicos por parte de las empresas particulares de ferrocarriles y otras construcciones. De este modo, con una enseñanza oficial, especializada y rigurosa se garantizaría la calidad necesaria para estos funcionarios.
Su Plan de Estudios abarcaba dos años de enseñanza y uno de prácticas, y su personal docente, dado su reducido número de alumnos, se componía de dos Profesores-Ingenieros y dos Profesores-Ayudantes. Una vez superado un examen de ingreso (consistente en aritmética, álgebra elemental, geometría y nociones de Dibujo lineal y topográfico), el curso académico comenzaba el 1 de octubre y terminaba el 30 de septiembre del año siguiente, con cinco horas de clase al día; asimismo las fechas festivas se limitaban a tres días de Carnaval, los tres últimos de la Semana Santa, los ocho últimos de diciembre y los cumpleaños del Rey. Desde octubre a mayo se impartían lecciones orales y ejercicios gráficos y de dibujo; en junio tenían lugar los exámenes, y julio, agosto y septiembre se dedicaban a prácticas de campo y taller y a visitas a obras, todo esto para los alumnos que hubiesen aprobado los exámenes. La nota final del curso se ponía a finales de septiembre, tras las prácticas. Las prácticas del primer año se basaban en fundamentos de topografía consistentes en el manejo de los instrumentos, el levantamiento de planos y nivelación; las del segundo curso comprendían el modelado y ensamblaje de piezas de madera, piedra y hierro así como trabajos de campo y gabinete para el trazado de carreteras. También incluían visitas a obras en servicio o en construcción.
Los alumnos que superaban los exámenes tras dos años de estudio pasaban a ejercer durante un año el ejercicio profesional en el proyecto, dirección o inspección de obras. Después de ese año el Ingeniero Jefe de distrito remitía un dictamen en base al cual la Junta de Profesores de la Escuela proponía los nombramientos definitivos o el aumento del tiempo de prácticas por una sola vez. 
Durante este periodo fueron profesores de la Escuela Lucio del Valle (Director de esta y artífice de la reforma de la Puerta del Sol), Práxedes Mateo Sagasta, José de Echegaray o Darío de Regoyos Molenillo (artífice del barrio madrileño de Argüelles).
La Escuela de Ayudantes de Obras Públicas experimentó varios avatares, como el cierre en 1868 y posterior restablecimiento en 1910, una suspensión de exámenes de ingreso en 1923 y definitivamente en 1931. La Real Orden de 27 de marzo la abre de nuevo y permanece en actividad hasta nuestros días.
En ese tiempo se trasladó su sede, en 1889, junto con la de la Escuela de Ingenieros de Caminos, a un nuevo edificio próximo al Parque del Retiro, junto al Observatorio Astronómico Nacional. Dentro de esta distribución, tradicionalmente los estudiantes de la Escuela de Obras Públicas solían ocupar las plantas superiores.
El año 1913 fue aprobado un nuevo Reglamento de la Escuela, en el que se aumentaba la duración de las enseñanzas hasta tres años, duración que fue reducida el año 1931 hasta dos años y tres meses.
Durante estos años la Escuela dependía del Ministerio de Fomento primero, y de su continuador, el Ministerio de Obras Públicas, después, por tratarse de una Escuela especial destinada a la formación de funcionarios.
El año 1957 cambia la denominación de la Escuela, pasando a llamarse Escuela de Peritos de Obras Públicas y a depender del Ministerio de Educación Nacional.
El año 1964 se modifica el Plan de Estudios, aumentándose nuevamente la duración de las enseñanzas hasta tres años.
En 1967 la Escuela fue trasladada de nuevo, pasando a estar situada en la antigua sede del Instituto Cajal, a escasos metros de la anterior ubicación; es en este momento cuando la Escuela de Obras Públicas y la de Ingenieros de Caminos se separan definitivamente, pasando esta última a la Ciudad Universitaria de Madrid.
Finalmente, con la creación de la Universidad Politécnica de Madrid en 1972, y por Decreto 1377/1972 de 10 de mayo, la Escuela de Peritos de Obras Públicas quedó integrada en la misma, pero cambiando de nuevo su denominación por la de Escuela Universitaria de Ingeniería Técnica de Obras Públicas, y en el año 2013, con la implantación total del nuevo plan de estudios de grado, de nuevo cambió de nombre, al de Escuela Técnica Superior de Ingeniería Civil.
En el curso 2014-2015 se implantó el nuevo plan de estudios que sustituye al plan 2010 con el fin de subsanar errores de programación en el orden de las asignaturas e introducir algunos cambios. Durante el curso académico 2014/2015 se implantó el primer curso, en el curso académico 2015/2016 se implantarón los cursos segundo y tercero y en el curso académico 2016/2017 se ha implantado el cuarto curso. Se permiten únicamente cursar exámenes del extinto plan 2010 a los alumnos matriculados con anterioridad. 

### Fusión con la ETSICCP

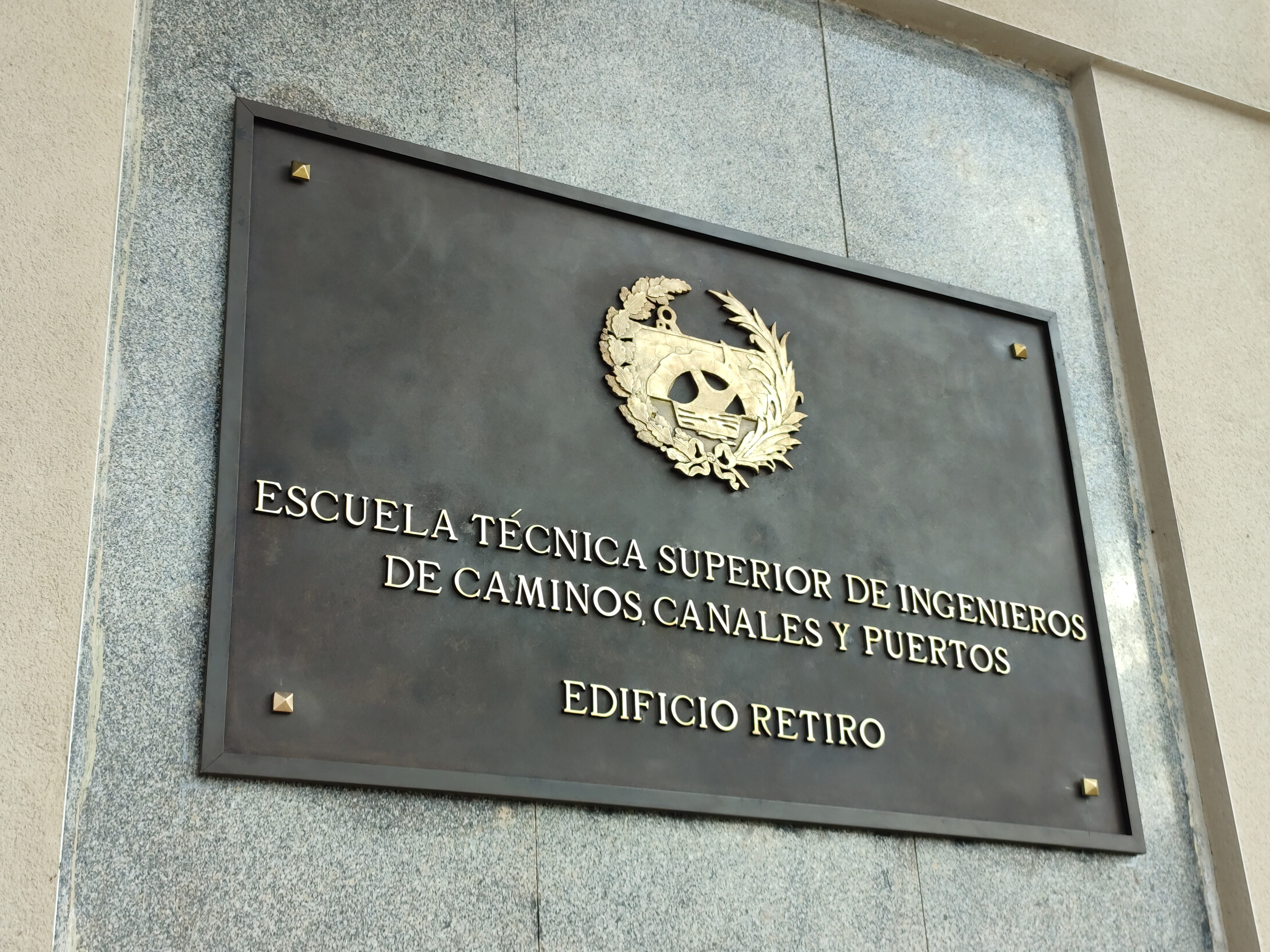
Placa con la denominación de la escuela desde 2022

En 2017, un año después de su elección como rector, Guillermo Cisneros, rector de la Universidad Politécnica de Madrid, propuso la extinción del grado en ingeniería civil. Esta propuesta recibió una gran resistencia por parte del alumnado de la escuela, que llegó a manifestarse, pero al final el grado entró en proceso de extinción en el curso 2018-2019 por decisión del consejo de gobierno.
El proceso de extinción del grado conllevó a su vez el inicio de un proceso de fusión con la Escuela Técnica Superior de Ingenieros de Caminos, Canales y Puertos, que culminó con el nombramiento del nuevo equipo directivo de la escuela integrada el 29 de abril de 2022, con José Miguel Atienza Riera como director y María Isabel Mas López como Adjunta al director para el edificio de Retiro. De esta forma pasó a llamarse Escuela Técnica Superior de Ingenieros de Caminos, Canales y Puertos (Edificio Retiro)

## Accesos

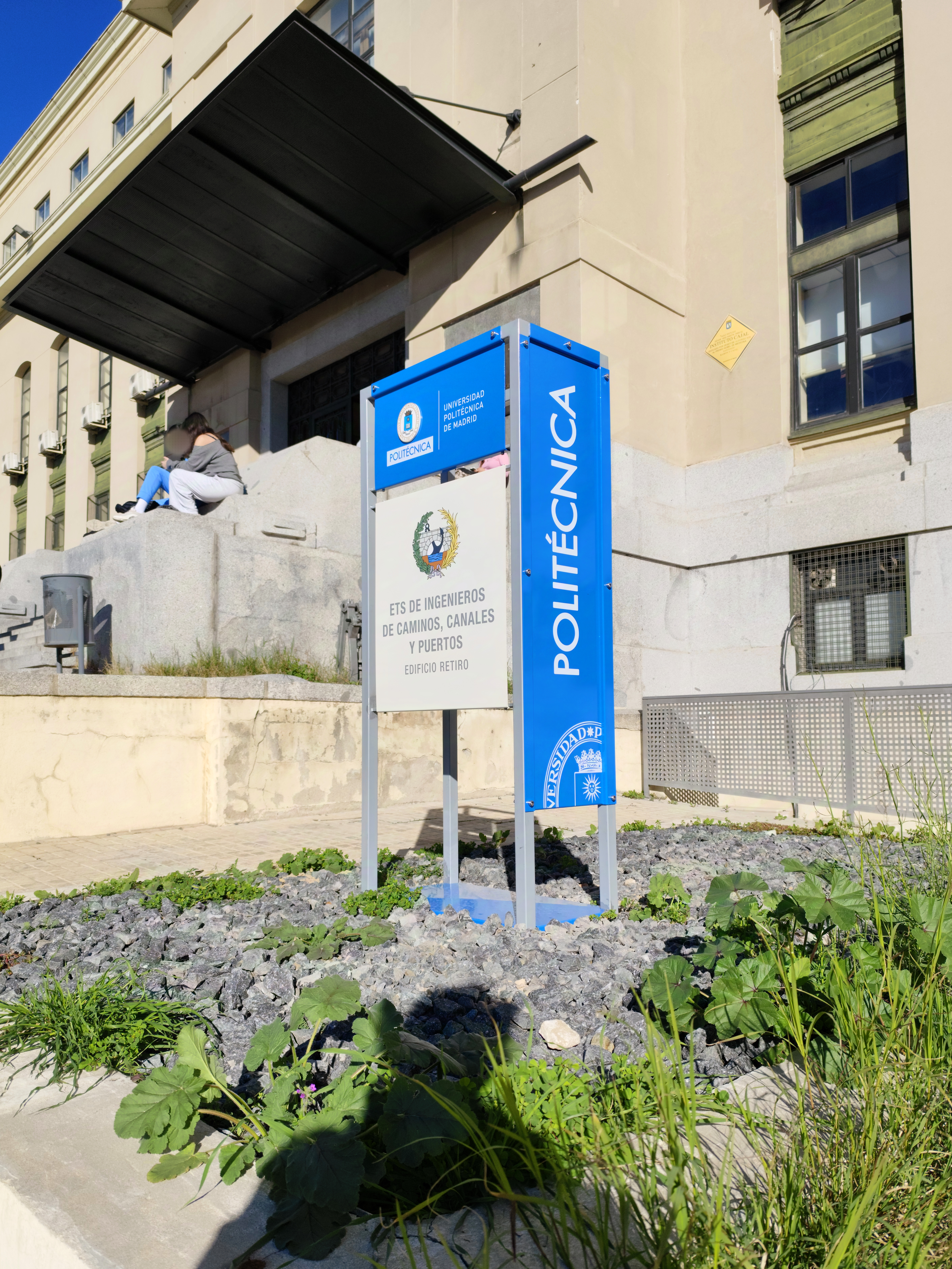
Nuevo cartel junto a la entrada principal.

El centro se sitúa en el madrileño barrio de Jerónimos, distrito de Retiro, en el Cerro de San Blas. Hay diferentes formas de llegar a él, todas señalizadas desde noviembre de 2024.

### En coche

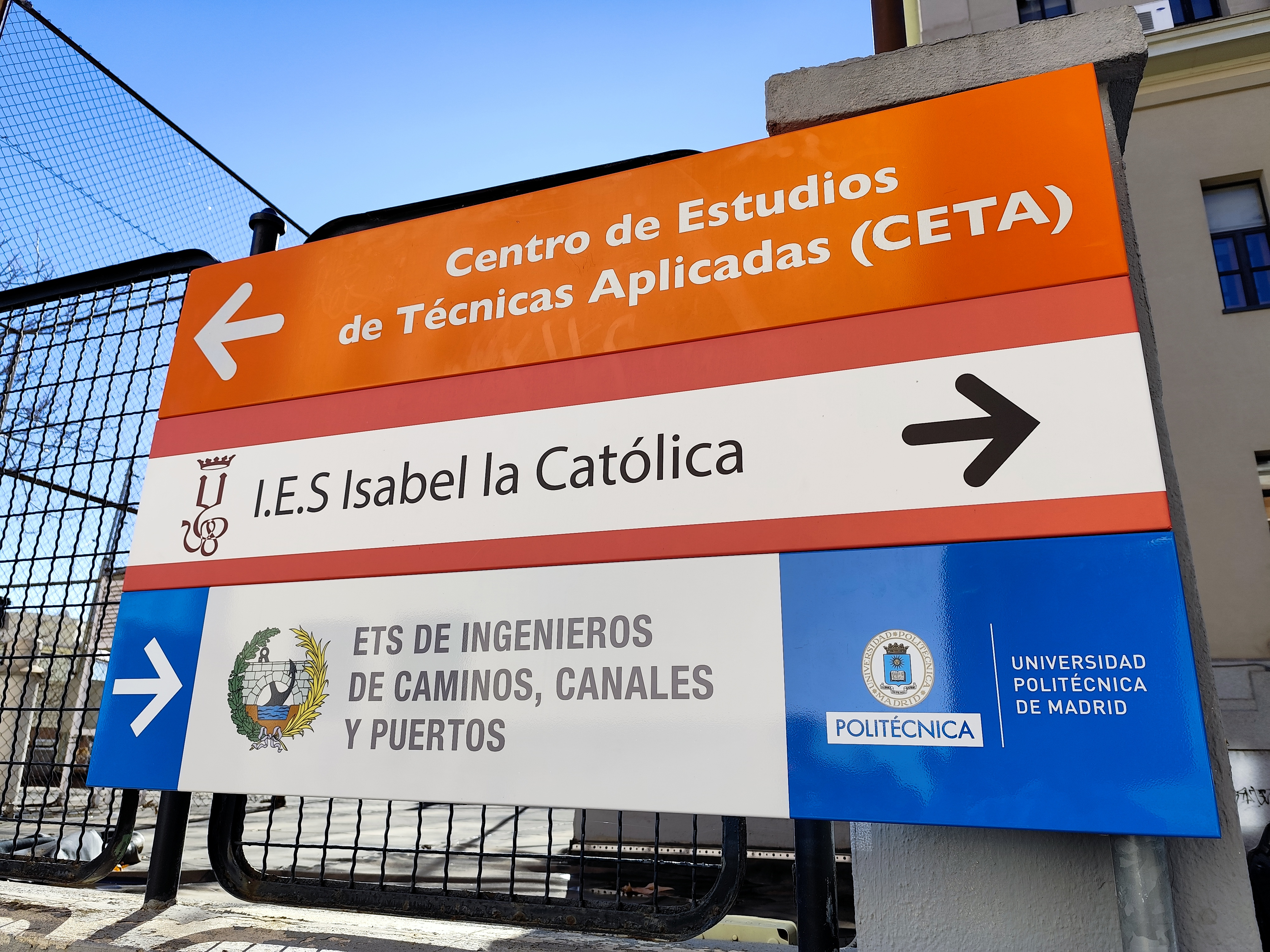
Nuevo cartel direccional, indicando los accesos a los diferentes edificios.

El centro tiene dos accesos para vehículos privados. El primero se encuentra en la confluencia de las calles Luis Camoens y Juan Valera, junto al CEDEX. El segundo se encuentra en la calle de Alfonso XII, cerca del parque del Retiro.

### A pie

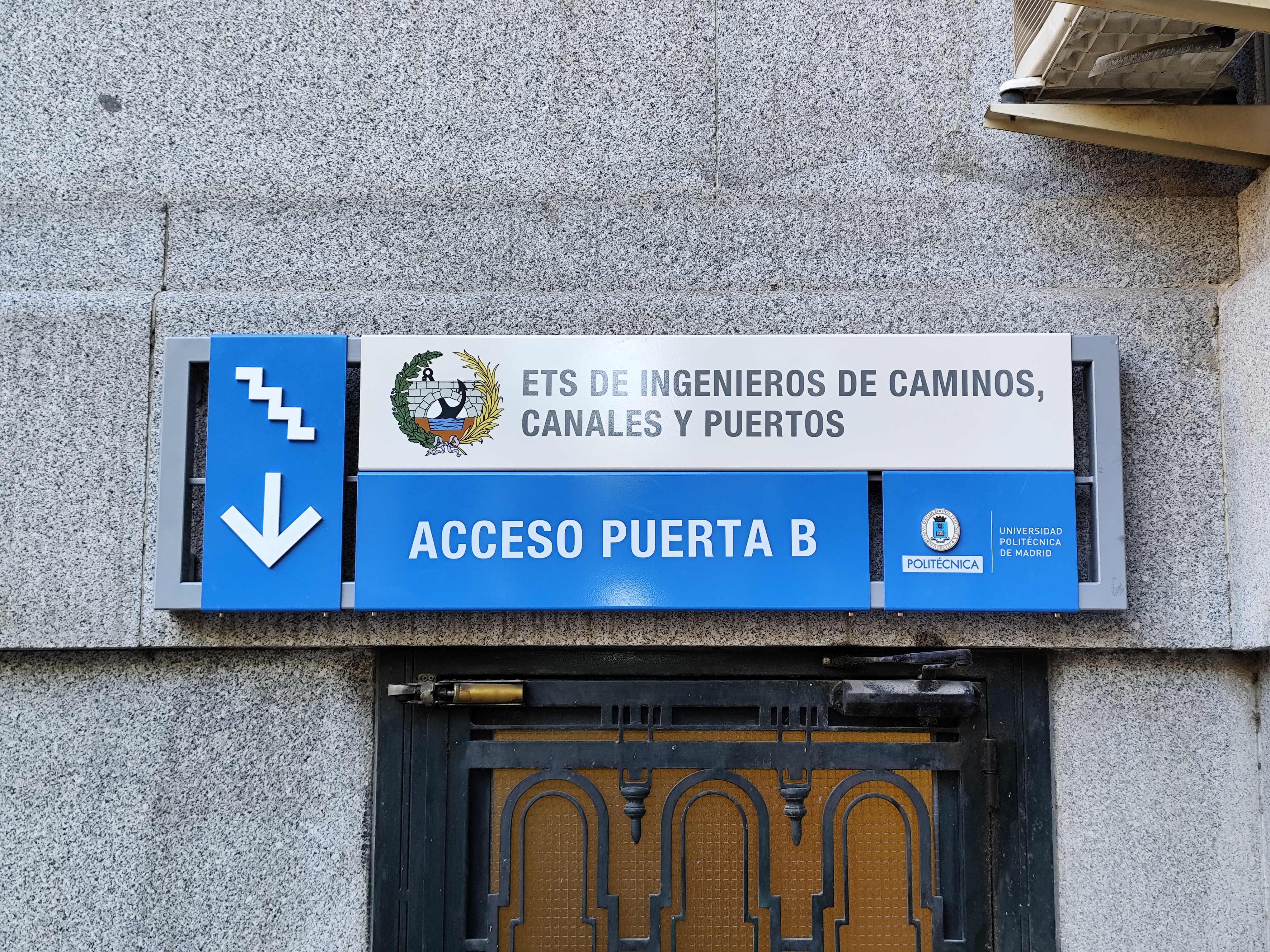
Nueva señalización del acceso de la Puerta B.

Además de los dos accesos previamente citados, existe un acceso peatonal situado en la confluencia de la calle José Anselmo Clavé y el paseo de la Reina Cristina (frente a los Jardines Jimena Quirós), a través de unas largas escaleras.

### En tren
A 200 metros aproximadamente se encuentra la estación de Atocha, importante nudo ferroviario de la ciudad.

### En autobús
Además de las líneas con cabecera y pasantes por Atocha, las siguientes líneas realizan parada cerca del recinto:
| Línea   | Terminales                      | Operador   |
| ------- | ------------------------------- | ---------- |
| 10      | Cibeles – Palomeras             | EMT Madrid |
| 14      | Conde de Casal – Pío XII        | EMT Madrid |
| 19      | Plaza de Cataluña – Legazpi     | EMT Madrid |
| 26      | Tirso de Molina – Diego de León | EMT Madrid |
| 32      | Jacinto Benavente – Pavones     | EMT Madrid |
| C1      | Circular 1                      | EMT Madrid |
| C2      | Circular 2                      | EMT Madrid |
| N9      | Cibeles – Ensanche de Vallecas  | EMT Madrid |
| NC1     | Circular 1                      | EMT Madrid |
| NC2     | Circular 2                      | EMT Madrid |
| VAC-246 | Madrid – Segovia                | Avanza     |

## Instalaciones

Directorio del edificio, en 2023. Nótense los antiguos departamentos de la ETSIC.

El edificio está compuesto por 5 plantas. En los sótanos se encuentran varios aularios, laboratorios, servicio de publicaciones, mantenimiento y limpieza, cafetería, comedores y el acceso al garaje. En la planta baja se encuentra la zona de dirección, el salón de actos, secretaría y el aula 01, la única en esta planta. En la planta primera se ubica la biblioteca (que abarca parte del piso superior, aunque sin acceso exterior), la sala de juntas y varias aulas. En la planta segunda se encuentra la sala de informática, una sala de estudio y enfermería, además de dar acceso a más aulas. Los despachos y departamentos se sitúan en las plantas superiores y entreplantas. Además, exceptuando los sótanos, todas las plantas tienen conserjería propia.
En la zona exterior, dispone de un gimnasio y una pequeña pista de fútbol/baloncesto anexa, en la parte trasera del edificio. Junto a ella se encuentra una estación meteorológica. Se complementa con un pequeño aparcamiento en superficie, y una zona peatonal frente a la fachada principal.
El edificio dispone de dos ascensores, y es plenamente accesible para personas con movilidad reducida.

## Alumnos

### Delegación de Alumnos
Tras la extinción de la DAETSIC, a partir del curso 2022-2023 entra en funcionamiento la delegación de alumnos de Caminos, órgano oficial de representación estudiantil de la escuela. En este edificio su sede se encuentra en la primera planta, aula 15.

### Asociaciones
Tras la fusión con la Escuela Técnica Superior de Ingenieros de Caminos, Canales y Puertos la gran mayoría de las asociaciones de la ETSIC se fusionaron con sus homólogas en la otra escuela, siendo adscritas el resto de ellas exclusivamente al edificio Retiro. Se encuentran situadas en la primera planta, aula 16. 
Asociaciones exclusivas del Edificio a día de hoy son la Tuna de Obras Públicas y la Asociación de Cine de Retiro, de reciente creación.